# Villaescusa la Sombría
Villaescusa la Sombría è un comune spagnolo di 67 abitanti situato nella comunità autonoma di Castiglia e León.

## Località
Il comune comprende le seguenti località:
- Villaescusa la Solana
- Villaescusa la Sombría (capoluogo)
- Quintanilla del Monte en Juarros